# Montebruno
Montebruno (ligurisch Montebrûn) ist eine italienische Gemeinde in der Metropolitanstadt Genua mit 201 Einwohnern (Stand 31. Dezember 2023).

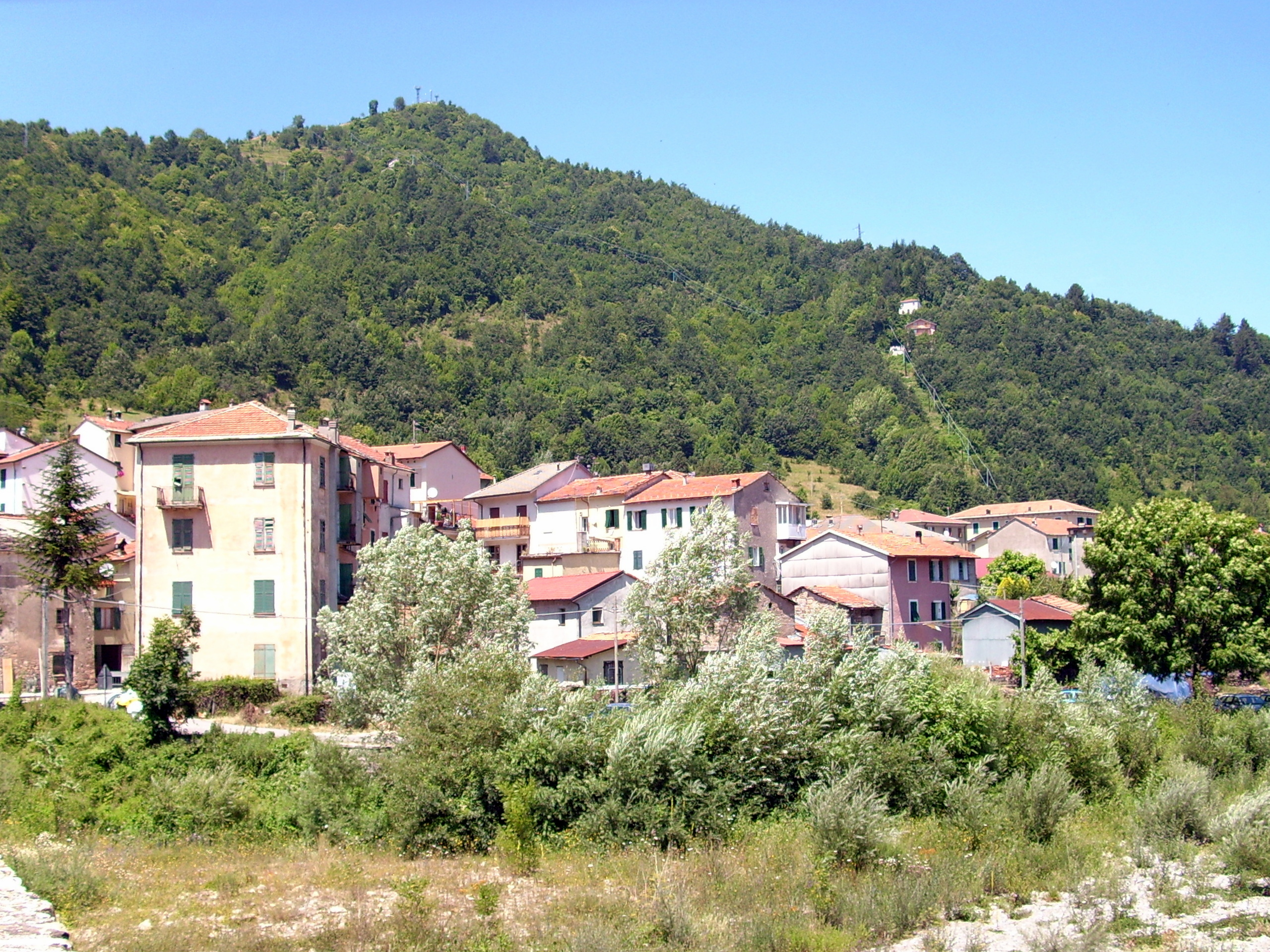
Montebruno

## Geographie
Die Gemeinde liegt im Tal Trebbia am gleichnamigen Fluss. Die Entfernung zu der ligurischen Hauptstadt Genua beträgt circa 49 Kilometer.
Zusammen mit weiteren sieben Kommunen bildet Montebruno die Berggemeinde Alta Val Trebbia. Das Territorium der Gemeinde liegt zu dem im Parco naturale regionale dell’Antola (Regionaler Naturpark Antola).